# محمد جامه‌بزرگ
محمد جامه‌بزرگ (۳ فروردین ۱۳۴۲ – ۲ مهر ۱۴۰۱) صاحب یک مغازهٔ فرش‌فروشی در شهر ملارد بود که دو روز پس از اعتراضات ۱۴۰۱ ایران در این شهر، با ورود شبانه نیروهای سپاه پاسداران به منزلش به دلیل «شلیک با سلاح ساچمه‌زن از فاصله یک متری به چشمش» کشته شد.
پیام درفشان، وکیل خانوادهٔ جامه‌بزرگ، اعلام کرد که حکم دادگاه روز چهارشنبه، ۲۰ دی‌ماه، به وکلای پرونده و اولیاء دم ابلاغ شد و بر اساس آن، متهم ردیف اول یعنی شلیک کننده با سلاح گرم و مرتکب قتل محکوم به قصاص نفس شده‌است. همچنین، متهم ردیف دوم که مسئولیت فرماندهی میدان را بر عهده داشته و متهم ردیف دهم، یعنی ریاست دفتر فرماندهی، با نظر دادگاه به حبس محکوم شده‌اند. متهم ردیف سوم نیز به دلیل «ابراز ندامت و حسن سابقه» به پرداخت جزای نقدی محکوم شده‌است. یکی دیگر از متهمان این پرونده نیز حکم برائت دریافت کرده و پرونده فرمانده یگان به صورت جداگانه در شعبه چهارم دادگاه تجدید نظر نظامی تهران در حال رسیدگی است. همچنین، وکیل این خانواده گفت: «ایشان حتی در تهیه لباس‌های یک دست و در اختیار گذاشتن آن برای نیروها هم بی‌توجهی کامل داشته و مشخص نیست مسئولیت جذب نیروی آموزش ندیده دارای سوءپیشینه کیفری و قرار دادن اسلحه در دست ایشان و میسر نمودن انجام عملیات در نیمه شب بدون حکم قضایی لازم و هتک حرز مقدس منزل شهروندان با چه توجیهی از طرف فرمانده یگان قابل تحقق توسط نیروی میدانی شده‌است.» بازپرس شعبه اول دادسرای نظامی غرب تهران برای ۱۲ نفر از ۱۴ متهم پرونده که در فرایند ورود به عنف به منزل مقتول مشارکت داشته‌اند، به دستگیری و تفهیم اتهام حکم داده‌است. دو نفر دیگر که احتمالاً دخالت مستقیم در قتل داشتند نیز علی‌رغم پیگیری بازپرس، بازداشت نشده و متواری هستند.

## شرح واقعه
چهارشنبه ۳۱ شهریور، پس از آنکه معترضان با حمله نیروهای امنیتی روبرو شدند، تعدادی از آن‌ها به خانهٔ جامه‌بزرگ پناه می‌آورند. مأموران هم به دنبال آنها وارد حیاط خانه می‌شوند اما با مقاومت محمد جامه‌بزرگ روبرو می‌شوند و او نمی‌گذارد که مأموران آن‌ها را با خود ببرند. همین امر، خشم و کینه مأموران سپاهی و بسیجی را شعله‌ور می‌کند و در پی انتقام‌جویی از او برمی‌آیند. صبح روز یکم مهر یک لباس شخصی محمد جامه‌بزرگ را تهدید می‌کند و در شب همان روز، دیوار منزل جامه‌بزرگ برای «پناه دادن به معترضان» علامت‌گذاری می‌شود، موضوعی که محمد جامه‌بزرگ از آن بی‌اطلاع بوده‌است. پس از تهدید شفاهی، محمد جامه‌بزرگ تصور می‌کند که موضوع پایان یافته، اما ساعت ۳ شب دوم مهر، یک مأمور به درِ خانهٔ جامه‌بزرگ می‌زند؛ اما محمد جامه‌بزرگ در خانه می‌ماند و فرزندانش که نگران بازداشت خودشان بودند به خانه همسایه می‌روند. پس از آنکه محمد جامه‌بزرگ و همسرش، در را بر روی مأموران باز نکردند، یک نفر از مأموران از بالای دیوار به داخل حیاط خانه می‌پرد و در را برای ۵ نفر دیگر باز می‌کند و به این ترتیب، ۶ نفر وارد حیاط می‌شوند. این نیروها به دنبال محمد جامه‌بزرگ، خانه و پشت‌بام را جستجو می‌کنند و وقتی او را نمی‌یابند قصد خروج از خانه را داشتند که یکی از مأموران از مشاهده «سایه‌ای روی پشت بام» خبر می‌دهد و مأموران به پشت بام بازمی‌گردند اما محمد جامه‌بزرگ در مقابل آنها مقاومت کرده و خواهان «نشان دادن حکم بازداشت» می‌شود. پس از آن ۶ مأمور از گروه اول این زن و شوهر را تهدید می‌کنند که اگر با تیم دوم تماس بگیرند «محمد جامه‌بزرگ را خواهند کشت» و در ادامه با تماس آن‌ها ۶ نفر از نیروهای دیگر با قد و قامت بلندتر وارد خانه می‌شوند و مریم جعفری، همسر محمد جامه‌بزرگ را در طبقه بالا حبس می‌کنند و خود به پشت‌بام می‌روند. مریم جعفری چند دقیقه پس از رفتن مأموران به پشت بام صدای کوبیده شدن چیزی روی زمین را می‌شنود و بعد صدای شلیک شنیده می‌شود. پی از پیگیری وی مأمور به وی می‌گوید: «اتفاقی رخ نداده ولی کمی حالش بد است.» مریم جعفری به سرعت یک لیوان آب برای همسرش که پیرمردی مریض‌احوال بود می‌برد اما همان مأمور اجازه نمی‌دهد و لیوان را از وی می‌گیرد و به مریم جعفری می‌گوید: «برو پایین». مجدداً پس از چند دقیقه دوباره برای پیگیری وضعیت همسرش به پشت‌بام می‌رود و متوجه می‌شود که هیچ‌کس روی پشت‌بام نیست، جز شوهرش که کفِ زمین پشت‌بام افتاده‌است. مریم جعفری، همسر محمد جامه‌بزرگ، تنها شاهد عینی رویدادهای بعدی گفت: «در همین حال، دستم را روی سینه‌اش گذاشته‌ام، صدایش کردم، جواب نداد. بدنش گرم بود، گفتم شکر خدا زنده است که یک دفعه دیدم پشتِ سرش پر از خون است. تازه صورتش را دیدم. به چشم او شلیک شده بود.» بعدها و با بررسی پزشکی قانونی مشخص شد که از فاصله نزدیک به چشم او گلوله ساچمه‌ای شلیک شده و در مغزش پخش شده‌است. پزشک قانونی اعلام می‌کند که تیر از فاصلهٔ حدود یک متری و به شکل مستقیم و از جلو، به سمت مقتول شلیک شده‌است، کارشناس اسلحه نیز این نوع از شلیک را «به قصد کشت» اعلام کرده و به همین دلیل هم متهم اصلی به قتل عمد متهم شده‌است.

### ایستادگی بازپرس
مسعود جامه‌بزرگ، پسرِ مقتول گفت: «تشکر می‌کنم از بازپرس پرونده که اگر نبود بسیار ما را اذیت می‌کردند. بازپرس پرونده انسانی شریف و صادق است. او روند را کامل پیگیری کرد و قاتل را هم بازداشت کرد. تلاش‌های بسیاری شد تا قاتل را آزاد کنند ولی بازپرس ایستادگی کرد و اجازه این اقدام را نداد. او کارش را به درست‌ترین شکل ممکن انجام داد و انسانیت به خرج داد.» او در بخش دیگری از تلاش برای تهدید خود و خانواده‌اش به منظور پرهیز از پیگیری دادخواهی در قوه‌قضائیه گفت با اقدامات بازپرس پرونده، این اقدامات به حداقل ممکن رسیده‌است.